# Taganrog
Taganrog (cirill betűkkel Таганрог) város és kikötő Oroszországban, a Rosztovi területen, az Azovi-tenger partján. 2005-ben 279 000 lakosa volt.
Nagy Péter orosz cár alapította 1698-ban mint katonai kikötőt. Ma fontos árukikötő.

## Híres emberek
- Itt született Konsztantyin Apollonovics Szavickij (1844—1905) orosz realista festő
- Itt született Anton Pavlovics Csehov (1860–1904) orosz próza- és drámaíró, orvos
- Itt született Jurij Vasziljevics Rudov (1931–2013) szovjet-orosz olimpiai és világbajnok tőrvívó, edző
- Itt született Jurij Ivanovics Sikunov (1939–) szovjet-orosz labdarúgó, edző
- Itt élt gyermek- és kamaszkorában Szamuil Moiszejevics Majkapar (1867–1938) orosz romantikus zeneszerző, zongoraművész
- Itt halt meg 1825-ben I. Sándor orosz cár

## Testvérvárosok
- Antracit, Ukrajna
- Badenweiler, Németország
- Cserven Brjag, Bulgária
- Csining, Kína
- Famagusta, Ciprus
- Harcizk, Ukrajna
- Lüdenscheid, Németország
- Mariupol, Ukrajna
- Odessza, Ukrajna
- Pinszk, Fehéroroszország